# Élisabeth d’Ayen
Élisabeth Pauline Sabine Marie de Noailles, później Macready (ur. 27 października 1898 w Maintenon, zm. 7 grudnia 1969 w Paryżu) – francuska tenisistka, medalistka igrzysk olimpijskich.
D’Ayen reprezentowała Francję na Letnich Igrzyskach Olimpijskich 1920, odbywających się w Antwerpii. Brała udział we wszystkich trzech konkurencjach tenisowych. W grze pojedynczej wygrała z Amory Hansen z Danii oraz przegrała w ćwierćfinale z Kitty McKane z Wielkiej Brytanii. W grze mieszanej wystąpiła wraz z Pierrem Hirschem. Francuski duet pokonał reprezentantów Szwecji Sigrid Fick i Alberta Lindqvista, a następnie odpadł w 1/8 finału z Kitty McKane i Maxem Woosnamem. W grze podwójnej startowała razem z Suzanne Lenglen. Francuzki wygrały ze szwedzką parą Sigrid Fick / Lily Strömberg, a w półfinale przegrały z Brytyjkami Winifred McNair i Kitty McKane. W pojedynku o brązowy medal zwyciężyły z reprezentantkami Belgii Marie Storms i Fernande Arendt.
Była córką księcia Noailles Adriena de Noaillesa, który także był olimpijczykiem, rywalizującym w jeździectwie. Wzięła ślub z Gordonem Macreadym, oficerem British Army. Ich syn, Nevil MacReady również był oficerem brytyjskiej armii, a także przedsiębiorcą.